# Smith & Wesson Model 22A
Smith & Wesson Model 22A je poloautomatická pistole vyráběná v Houltonu ve státě Maine.
Tato pistole Smith & Wesson Model 22A se vyznačuje dvěma největšími přednostmi: Integrovaným vedením podél celé vrchní hrany pistole umožňující snadné nasazení optického hledí. A celokovovou konstrukcí, která je místy tvořena hliníkovou slitinou, pro zajištění poměrně nízké hmotnosti i u této plnohodnotné pistole.
Přepínač pojistky je umístěn na levé straně rámu na běžném místě pro ovládání palcem pravé ruky. Standardní průhledový zaměřovač se zadním průhledem, má stranově i výškově stavitelné hledí. Přední zaměřovač je integrovaný do hlavně a nelze tím oddělat či seřídit. Integrovaná ploška v zadní části hlavně pomáhá zajišťovat spolehlivé nabíjení nábojů do komory ze zásobníku.
Novější model je vybaven pojistkou zásobníku, který neumožňuje střílet ze zbraně, pokud není zásobník zcela na místě. Tento prvek pomáhá předcházet nehodám vzniklým náhodným zmáčknutím spouště během manipulace se zbraní zejména však při jejím čistění. Existuje však mnoho fanoušků zbraní, kteří nemají rádi tuto pojistku, protože svou podstatou znemožňuje vystřelit v krajních případech, kdy je zásobník poškozen či ztracen.
Tlačítko uvolnění zásobníku se nachází na přední straně střenky a je tak vždy velice snadno nadosah. Může se však stát, že se při rychlotasení zásobník nešťastně stiskem tlačítka uvolní a znemožní tak průběh pokusu o rychlé tasení a střelbu.
Tato zbraň se dá velice snadno rozložit zmáčknutím tlačítka na spodní straně hlavně. A oddělení hlavně od rámu za účelem vyčistění už nic nebrání.
Tato vlastnost zbraně však lze využít i při jiných příležitostech a to například pro změnu hlavně za jinou, na které máte například nainstalované hledí s optikou.
Co se týče nábojů, které tato zbraň může používat, je S&W 22A poměrně vybíravá. Např.: Remmington Golden Bullets zapříčiňuje zaseknutí náboje a selhání střelby poměrně často. CCI a MP střely si však vedou poměrně dobře a CCI 36-40 grainů s kulatou dutou špičkou střílí bez problémů.
Tato zbraň se vyznačuje poměrně velkým množstvím dodávaných doplňků a verzí, např.: Kulatou hlavní, sportovními střenkami či mnoho rozdílných barevných variant. Tato zbraň se vyznačuje taky dostáním v několika rozdílných délkách hlavní. S&W 22A provedená celá z nerez oceli má označení 22S a je tak vyrobena, na rozdíl od 22A, celá z oceli.
Poměrně nízká hmotnost dělá tuto zbraň ideální pro mladé a začínající střelce, avšak veliký odpor spouště může být zpočátku velice nepříjemnou záležitostí ztěžující přesnou střelbu.
Závěrem lze tedy říci, že S&W 22A se spíše více hodí pro občasnou střelbu a trénink, než ke sportovní a závodní střelbě na terč.